# Цамблак
Цамблак е балканска, средновековна, аристократична фамилия с неизяснен произход (влашки, албански, български или гръцки).

## Италия
Първите поименни сведения за представители на Цамблаковия род датират от 1330-те г. Член на фамилията (не се посочва името му) е живял в Италия и останал в историческите анали като „кавалер“, т.е. благородник. Той се споменава в една сатирична средновековна поема „Пътешествието на Мазарини в ада“. Възможно този Цамблак да е същият, споменаван като „велик архонт“ в едно съдебно дело между манастира „Св. Никола“ и гражданите на град Рентини в Италия. Пак като хипотеза, но напълно възможна, може да се предположи, че именно същото лице от Цамблаковци се споменава във византийски източник за прояви през годините 1331, 1341, 1348 и 1352 г.

## Византия
За друг виден представител на тази фамилия – Антоний Цамблак, може да се открият сведения в някои византийски хроники и документи. Той се споменава в договор на византийския император Андроник Палеолог с Венецианската република от 1332 г. Явно е, че този Цамблак е бил на византийска служба и е заемал важна държавна длъжност.
На подобна длъжност пак около 1330 г., но в Солун, се споменава и Арсений Цамблак, за когото е отбелязано, че имал и синове. За него е известно, че през 1332 г. е бил началник на личното крило на византийската армия във войната на Византия с България, в началото на царуването на Иван Александър. След тази война Арсений Цамблак участвал в мирните преговори с българите. Малко по-късно виждаме отново него като член на посолството на византийския император, изпратен с дипломатически задачи при персийския цар Сенахирим. Към края на 40-те години на XIV в. Арсений Цамблак бил назначен за византийски архонт (управител) на град Димотика в Беломорска Тракия.
За един представител на Цамблаковия род се упоменава като за голям византийски велможа през 1348 г., по времето на властването на византийския император Йоан Палеолог. Все като висши византийски управници и чиновници някои Цамблаковци са отбелязани и измежду ръководителите на остров Лемнос.

## Сърбия и България
По всичко личи, че фамилията Цамблак е била между най-знатните както в Сърбия, така и в България. Така например представителят на рода Алексей Цамблак бил кефалия (областен управител) в Сърбия по времето на цар Стефан Душан.
По време на царуването на Иван Александър и Иван Шишман, един от Цамблаковците бил „велик примикюр“ в столицата. Той е вписан в добавката на Патриарх Евтимий от края на XIV в. в „Синодик на цар Борил“ от 1211 г. Ако този Цамблак е бил баща на митрополит Киприан, значи е бил и дядо на Григорий Цамблак, защото бащата на последния е брат на Киприан.
Съвсем малко, откъслечни са сведенията за самия баща на Григорий Цамблак, независимо че произхожда от много известна тогава фамилия и вероятно сам е заемал висша държавна или военна длъжност при българските владетели Иван Александър и Иван Шишман. Все пак установява се, че се е казвал Урик (Урика, Урикон) Цамблак. Може да се предполага, че е роден към 1330 г., а е починал в 1379 г. Уважението на Григорий Цамблак към баща му останало за цял живот и той на няколко пъти отбелязва в своите ръкописи: „Написа са сiи Тетроевангелие монастирю Нямеческому рукоу Гавраiла монаха, сына Оурикова” (в четвероевангелие от 1436 г.) или „Рукоу Гаврiила монаха сина Оурикова” (в чертвероевангелие от 1429 г., запазено в библиотеката на град Бодлей, Румъния). А в поменика на Бистрицкия манастир в Молдова, започнат от 1407 г., на шестия лист Григорий Цамблак е записан заедно с баща си: „Оурика и сина его, монаха Гаврiила Съиисателе”.

## Русия и Литва
Най-известните представители на фамилията Цамблак обаче са свързани преди всичко с историята на Русия и Литва. Първият Цамблак направил забележителна кариера в тези земи е киевският, литовски и на цяла Русия митрополит Киприан, признат официално през 1472 г. за светец и чудотворец и бележит книжовник от Търновската книжовна школа. Благодарение на него, племенникът му Григорий Цамблак също става киевски митрополит, продължавайки и книжовните усилия на своя бележит сродник.

## Молдова
В края на 15 век срещаме представители на рода Цамблаковци да заемат високи административни длъжности и в Молдова и да се намират в родствени връзки с молдовските владетели. Например Йоан Цамблак бил вуйчо (чичо?) на молдовския владетел Стефан Велики (1456—1504). През 1476 г. този Йоан Цамблак бил изпратен в Италия, в Рим и Венеция, да моли за помощ против нашествията на турците в Молдова. В сената на Венеция той произнесъл дълга реч на „гръцки език” по въпроса, за който бил изпратен там.
Единствената известна ни жена-представителка на фамилията е била Мария Цамблакина Палеологина Асенина. Приема се, че Мария е била жена на Йоан, принц на Кримска Готия —- византийска област в Крим, преди идването на татарите там, със столица Мангуп (Теодоро). Тя със сигурност е имала син на име Алексей, починал през 1444 г. Сериозни основания насочват изследователите към твърдението, че Мария Цамблакина е имала и дъщеря — също Мария, омъжена през 1472 г. за молдовския княз Стефан Велики, починала през 1477 г. и погребана в молдовския манастир „Путна“.